# Aéroport international de Malte
L'aéroport international de Malte (code IATA : MLA • code OACI : LMML) est le seul aéroport international de Malte et il dessert l'ensemble de l'archipel maltais. Il est situé sur le territoire du kunsill lokali-conseil local de Ħal Luqa sur l'île de Malte. Il occupe l'emplacement de l'aérodrome de la RAF de Luqa et a été complètement réaménagé afin de devenir un aéroport civil opérationnel.
Il est encore connu par la population comme l'aéroport de Luqa et parfois comme l'aéroport international de La Valette, car situé à 8 kilomètres de la capitale maltaise.
L'aéroport est le principal hub d'Air Malta, et reçoit d'autres compagnies aériennes comme Lufthansa, ITA Airways, Air France, des compagnies charter comme Medavia ou low cost comme Ryanair, Easyjet ou encore des compagnies cargo comme European Air Transport. Il est également le siège de la compagnie AirX Charter qui possède une flotte d'une vingtaine d'avions allant de l'airbus A340, aux Boeing 737 VIP et aux Embraer 1000 ou 600. 
Il héberge également le centre de contrôle régional et le centre de météorologie, ainsi que la base aérienne des forces armées de Malte.
L'aéroport et la base aérienne accueillent chaque année le Malta Airshow, un show aérien d'avions civils et militaires.

## Histoire
Les premiers avions à atterrir sur Malte sont des aéronefs militaires anglais sur l'aérodrome Ta' Qali au début du XXe siècle pendant la Première Guerre mondiale, les premiers avions civils atterriront après guerre dans les années 1920. Deux autres terrains seront construits avant la Seconde Guerre mondiale à Ħal-Far et à Luqa. Les aérodromes de Ta' Qali et Ħal-Far ayant particulièrement souffert des bombardements italiens et allemands, le trafic passagers est ramené sur Luqa.
L'augmentation du trafic aérien nécessite de la part des Britanniques la construction d'un terminal civil. En 1956 est lancé un projet de 300 000 livres et la première aérogare de Luqa est inaugurée le 31 mai 1958 par le gouverneur sir Robert Laycock. C'était un bâtiment de deux étages comportant, en plus des équipements techniques et passagers, un restaurant, un bureau de poste, de téléphone et un balcon d'observation pour le public.
Avec l'apparition des avions à réaction, en octobre 1977, la piste est prolongée, un nouveau hall pour les arrivées et un salon VIP sont ajoutés aux premières constructions réservées aux départs. Mais rapidement, il faut envisager sa modernisation, en 1987, est lancé un grand projet de reconstruction, en attendant est procédé à l'installation de la climatisation, de l'informatisation, de tapis à bagages, de points de vente et d'un plus important duty free. La première pierre d'un nouvel aéroport est posée en septembre 1989, l'aéroport actuel est mis en exploitation le 25 mars 1992.
En juillet 2002, le gouvernement prend la décision de privatiser l'aéroport. MIA - Malta International Airport - est créé par la vente de 40 % de son capital à Malta Mediterranean Link Consortium Ltd et aussi par le placement en bourse de 40 % du capital auprès du grand public.

### Faits marquants
- Le 23 novembre 1985, l'aéroport de Luqa a été le théâtre d'un détournement d'avion meurtrier. Le vol 648 d'EgyptAir, en route vers la Libye, est détourné sur l'aéroport de Luqa à Malte. À la demande de l'Égypte, le gouvernement maltais permet aux forces égyptiennes antiterroristes d'intervenir faisant plus de 60 victimes[2].
- En décembre 1988, la bombe de l'attentat de Lockerbie aurait été embarquée sur un avion à l'aéroport de Luqa, qui via Francfort et Heathrow, fait exploser le vol PanAm 103[3].
- Le 21 février 2011, deux avions de chasse de l'armée de l'air libyenne ayant fait défection ont atterri sur l'aéroport de Luqa. Les deux officiers pilotes, qui n'avaient pas largué leur armement en haute mer, n'ayant pas confiance dans leurs systèmes d'armes, ont déclaré ne pas vouloir bombarder la population civile de Benghazi[4].
- Le même jour, 21 février 2011, deux hélicoptères civils Super Puma, immatriculés en France, ayant sept personnes de nationalité française (une seule étant en possession d'un passeport français) à leur bord ont également atterri sur l'aéroport de Luqa en demandant la protection des autorités maltaises. Ils ont déclaré travailler sur une plate-forme pétrolière près de Benghasi[4].
- Par contre le 23 février 2011, les autorités aéroportuaires maltaises auraient refusé l'atterrissage d'un avion de la compagnie Libyan Arab Airlines sans plan de vol. La télévision Al Jazeera a indiqué qu'Aïcha Kadhafi, la fille de Mouammar Kadhafi, était à bord de l'appareil qui a rebroussé chemin vers la Libye[5].

## Équipements et services
La tour de contrôle de l'aéroport de Malte a sous sa surveillance l'héliport de Gozo qui ne comprend aucune tour pour contrôler son trafic occasionnel en VFR (vol à vue).

## Compagnies aériennes et destinations
| Compagnies                    | Destinations |
| ----------------------------- | --- |
| Aegean Airlines               | Athènes E.-Venizélos |
| Aer Lingus                    | En saison : Dublin |
| airBaltic                     | En saison: Riga |
| Air France                    | En saison: Paris-Charles de Gaulle |
| Air Serbia                    | Belgrade-Nikola-Tesla |
| British Airways               | Londres-Gatwick |
| easyJet                       | Londres-Gatwick, Manchester En saison: Milan-Malpensa, Naples-Capodichino, Nice-Côte d'Azur |
| Emirates                      | Dubaï, Larnaca |
| Eurowings                     | En saison: Düsseldorf, Hambourg-H.-Schmidt |
| Iberia                        | En saison: Madrid-Barajas |
| Israir Airlines               | En saison: Tel Aviv - Ben Gourion |
| ITA Airways                   | Rome Léonard-de-Vinci/Fiumicino |
| Jet2.com                      | Manchester En saison: - Belfast, - Birmingham, - Bristol, - East Midlands, - Glasgow, - Leeds-Bradford, - Londres-Stansted, - Newcastle |
| KM Malta Airlines             | - Amsterdam, - Berlin-Brandebourg, - Bruxelles-National, - Catane-Fontanarossa, - Düsseldorf, - Londres-Gatwick, - Londres-Heathrow, - Lyon-Saint-Exupéry, - Madrid-Barajas, - Milan-Linate, - Munich-F. J. Strauß, - Paris-Charles de Gaulle, - Paris-Orly, - Rome Léonard-de-Vinci/Fiumicino, - Vienne-Schwechat, - Zurich |
| LOT Polish Airlines           | En saison: Varsovie-Chopin |
| Lufthansa                     | Francfort, Munich-F. J. Strauß |
| Luxair                        | Luxembourg-Findel |
| Norwegian Air Shuttle         | En saison: Copenhague-Kastrup, Oslo-Gardermoen |
| Ryanair                       | - Athènes E.-Venizélos, - Barcelone-El Prat, - Bari-Karol Wojtyła, - Bergame-Orio al Serio, - Birmingham, - Bologne-Borgo Panigale, - Bournemouth, - Bratislava-M. R. Štefánik, - Bucarest-H. Coandă, - Budapest-Ferenc Liszt, - Cagliari, - Catane-Fontanarossa, - Charleroi Bruxelles-Sud, - Cologne/Bonn-K. Adenauer, - Cracovie-Jean-Paul II, - Dublin, - Édimbourg, - Gdańsk-L. Wałęsa, - Lisbonne-H. Delgado, - Liverpool-J.-Lennon, - Londres-Luton, - Londres-Stansted, - Luxembourg-Findel, - Madrid-Barajas, - Manchester, - Marseille-Provence, - Memmingen, - Milan-Malpensa, - Nantes-Atlantique, - Naples-Capodichino, - Niš Constantin-le-Grand, - Pise-Galileo Galilei, - Porto-F. Sá-Carneiro, - Poznań (Posnanie)-H. Wieniawski, - Riga, - Rome - G. B. Pastine (Ciampino), - Shannon, - Sofia-Vrajdebna, - Stockholm-Arlanda, - Tarbes-Lourdes-Pyrénées, - Tel Aviv - Ben Gourion, - Thessalonique-Makedonía, - Toulouse-Blagnac, - Trapani-V. Florio (Birgi), - Trévise-Sant'Angelo, - Trieste/Frioul, - Turin S.-Pertini (Caselle), - Varsovie-Modlin (Mazovie), - Vienne-Schwechat, - Vilnius, - Wrocław-N. Copernic, - Zagreb-Pleso En saison: - Abruzzes, - East Midlands, - Eindhoven, - Karlsruhe/Baden-Baden, - La Canée I.-Daskaloyánnis, - Lamezia Terme, - Paphos, - Paris-Beauvais, - Parme, - Pérouse-Sant'Egidio, - Séville-San Pablo, - Valence |
| Swiss International Air Lines | En saison: Zurich |
| Transavia France              | En saison: Nantes-Atlantique, Paris-Orly |
| Tunisair Express              | Tunis-Carthage |
| Turkish Airlines              | Istanbul |
| Volotea                       | En saison : Bordeaux-Mérignac |
| Vueling                       | Barcelone-El Prat, Paris-Orly En saison: Bilbao |
| Wizz Air                      | - Belgrade-Nikola-Tesla, - Bucarest-H. Coandă, - Budapest-Ferenc Liszt, - Cluj-Napoca, - Katowice-Pyrzowice, - Skopje - Varsovie-Chopin |

## Compagnies cargos
1. European Air Transport
2. Air Malta
3. Emirates
4. West Air Luxembourg
5. Lufthansa
6. Saudi Arabian Airlines
7. Alitalia
8. Egypt Air
9. Air Scorpio
10. Atlas Air
11. Air Atlanta Icelandic
12. Kuzu Airlines
13. Allied Airlines
14. Trans Mediterranean Airways
15. Avient Aviation
16. Turkmenistan Airlines
17. DHL Air
18. Stars Airway
19. ACT Airlines
20. TNT Airways
21. Ukraine Air Alliance
22. Thomas Cook Airlines
23. Meridian Ltd
24. Ryanair
25. Twin Jet
26. Shovkoviy Shlyah
27. Thomson Airways
28. Libyan Airlines
29. Condor
30. Farnair Europe
31. Atran
32. Fleet Air Arline
33. Privat Airctaft
34. Aviavilsa
35. Tunisair Express
36. RAF-Avia
37. Cityjet

## Transports
Différentes lignes de bus sous l'indice Xx relient l'aéroport aux différents gares routières du réseau de bus maltais. Ces bus sont équipés de porte-bagages.

## Statistiques
Pour des raisons techniques, il est temporairement impossible d'afficher le graphique qui aurait dû être présenté ici.

Voir la requête brute et les sources sur Wikidata.

### Zoom sur l'impact du covid de 2019-2020
Pour des raisons techniques, il est temporairement impossible d'afficher le graphique qui aurait dû être présenté ici.

Voir la requête brute et les sources sur Wikidata.